# Латгале (хоккейный клуб)
ДХК «Латгале» (латыш. DHK Latgale) — хоккейный клуб из города Даугавпилс (Латвия), существовавший в 1999—2012 годах.

## История
Клуб основан в 1999 году, сама команда осенью 2003 года. Базировалась на только что построенном Даугавпилсском ледовом дворце (Ледус халле), открытом 16 ноября 1999 года. Клубом руководил Виталий Аизбалтс, депутат Сейма, директором клуба является Леонард Тенис, менеджером Арвид Сауш.
После открытия ледникового дворца, в Даугавпилсе большую популярность в городе приобрёл хоккей. За эти годы в Даугавпилсе появились свои традиции хоккея, выросли новые игроки. С целью дать возможность показать себя ученикам даугавпилсской хоккейной школы, в 2003 году общество «хоккейный клуб города Даугавпилс» сформировала городскую хоккейную команду «Латгале», объединив игроков из хоккейной школы и представителей любительских команд.
В первых двух сезонах команда играла в открытом первенстве Риги по хоккею (в 1-й лиге Латышского хоккейного чемпионата), завоевав титул чемпионов в первом сезоне, и второе место во втором.
С 2005/2006 сезона «Латгале» играет в высшей лиге открытого первенства Латвии. Самым удачным выступлением можно считать первый сезон в высшей лиге, когда в открытом первенстве «Falck» даугавпилская команда показала своё мастерство, заняв 3-е место в регулярном чемпионате и плей-офф, завоевав бронзовые медали. Это высшее достижение в истории даугавпилского хоккея.
В 2012 году была расформирована.